# Stadtsee (Sulingen)
Der Stadtsee ist ein Baggersee in der Stadt Sulingen im Landkreis Diepholz, Niedersachsen.

## Beschreibung
Er entstand 1990 im Zuge des Baus einer Umgehungsstraße. Der See wurde dabei als Landschafts- und Erholungssee konzipiert und dient mit dem ihn umgebenden Gebiet der Naherholung. Das Erholungsgebiet ist insgesamt rund 20 ha groß.
Die Uferbereiche des Sees sind überwiegend begrünt, teilweise durch Gras, teilweise wachsen Sträucher. Im See liegen zwei kleine Inseln, die durch Stege mit dem Ufer verbunden sind. Die größere der beiden Inseln dient als Badeinsel. Eine Badeaufsicht besteht nicht. Ebenso sind keine Sanitäreinrichtungen vorhanden. Die Sule fließt in wenigen Metern Abstand am ostseitigen Ufer des Sees vorbei.
Das Naherholungsgebiet ist durch Rad- und Wanderwege erschlossen. Ein Weg führt rund um den See. Östlich des Sees befindet sich ein Wohnmobilstellplatz mit einer Ver- und Entsorgungsstation.
Nördlich des Stadtsees liegt das Museum am Stadtsee.

## Bildergalerie

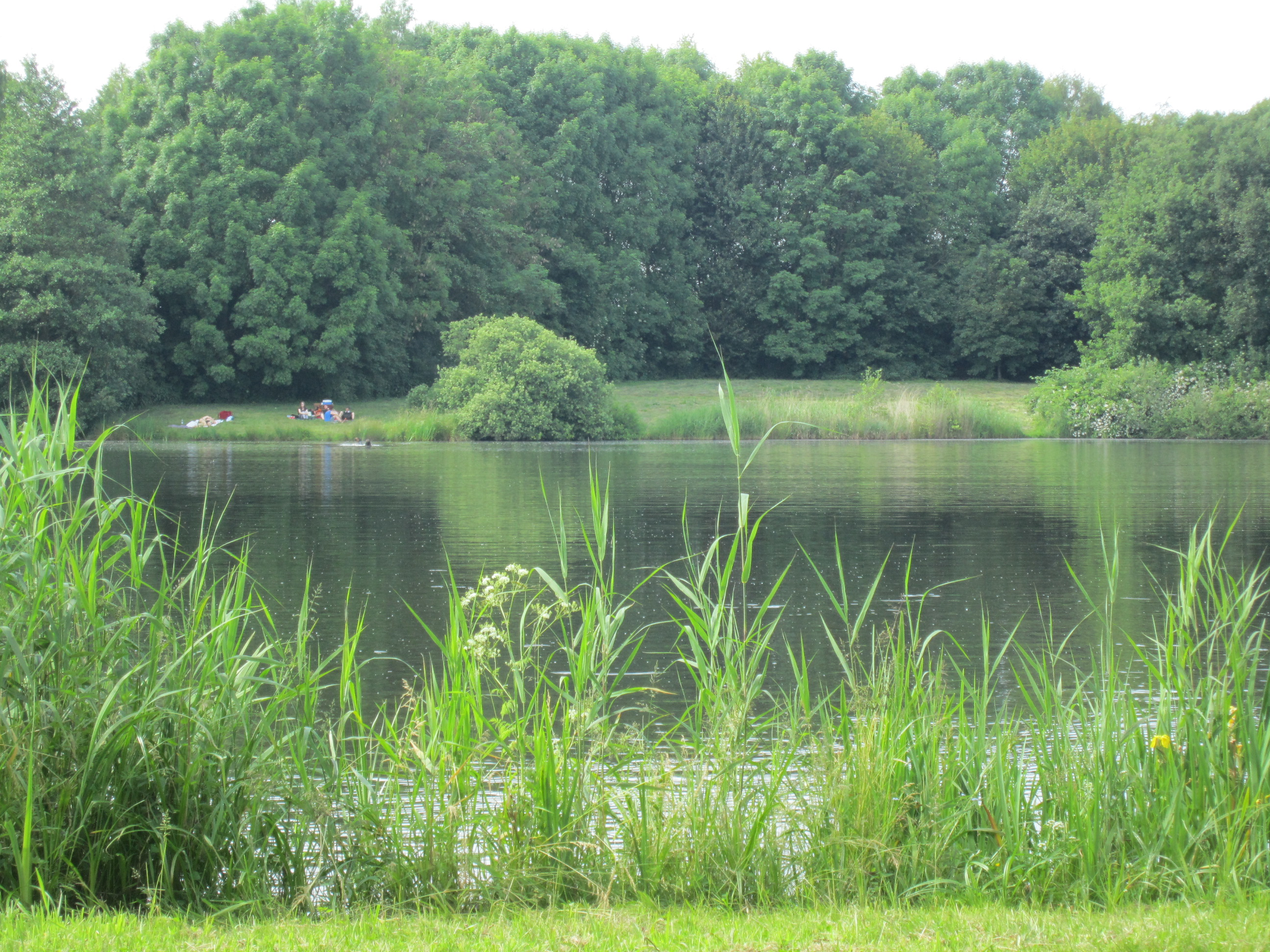
Stadtsee mit Liegewiesen, 2014
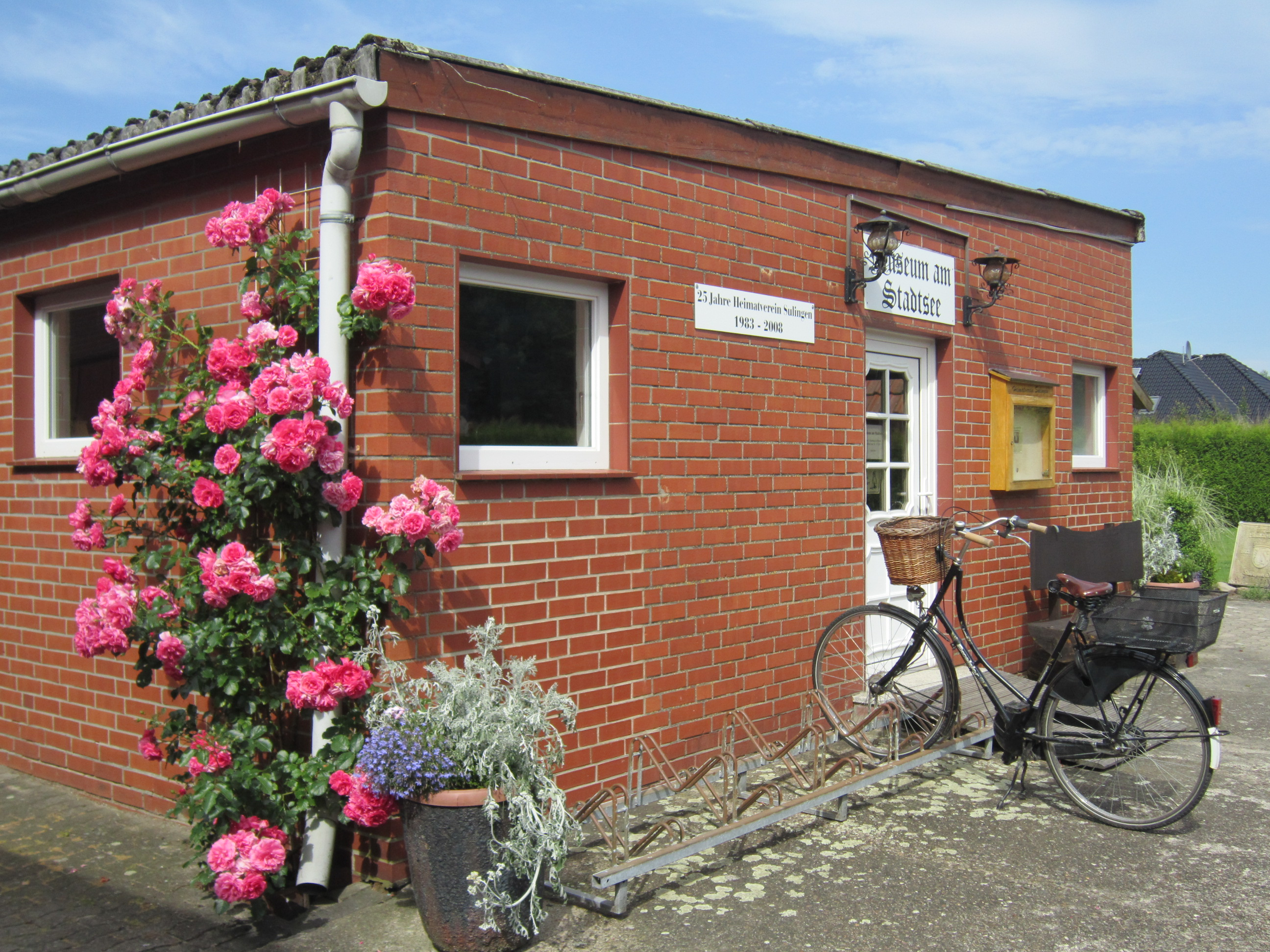
Museum am Stadtsee
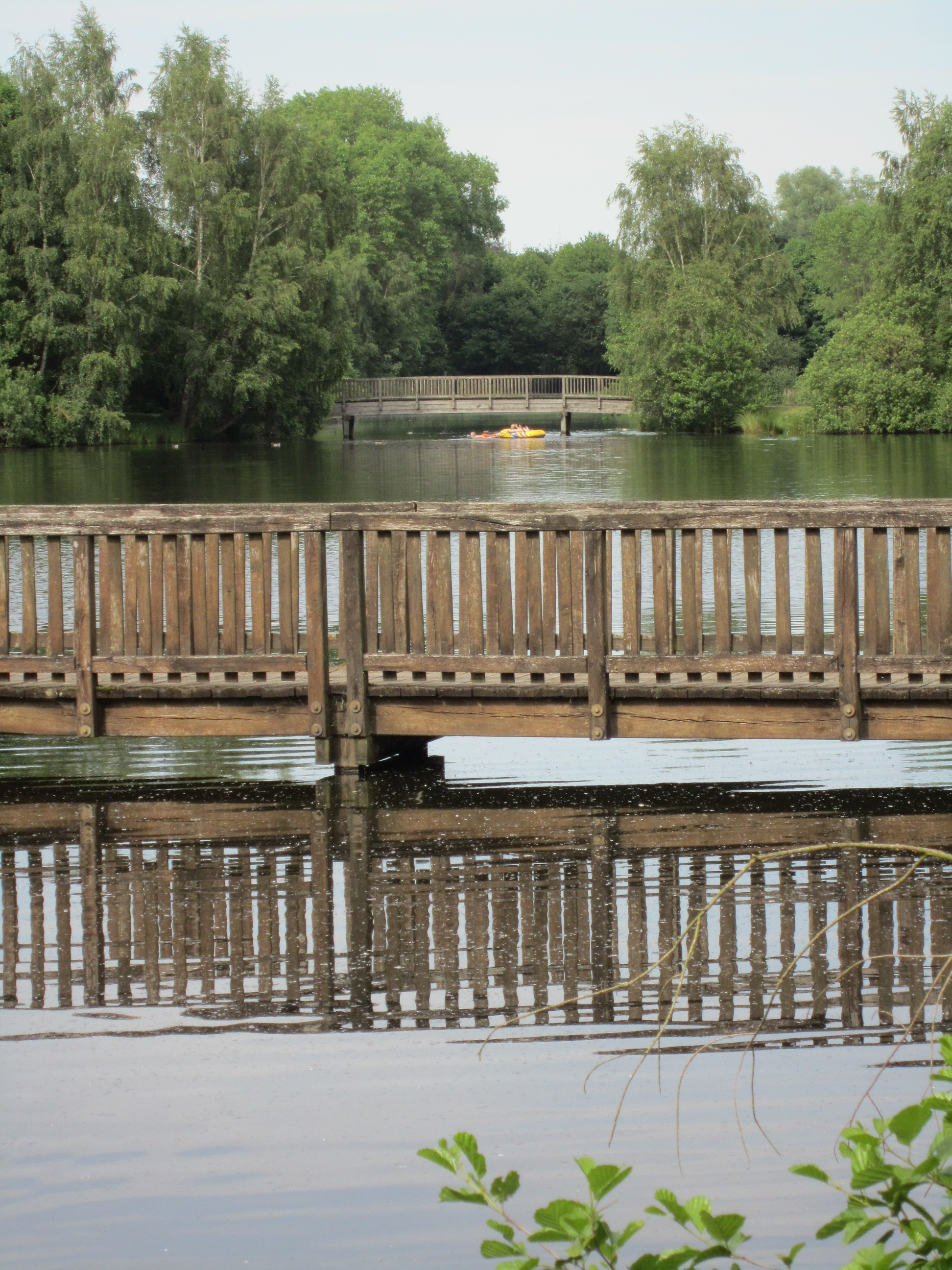
Stege im See
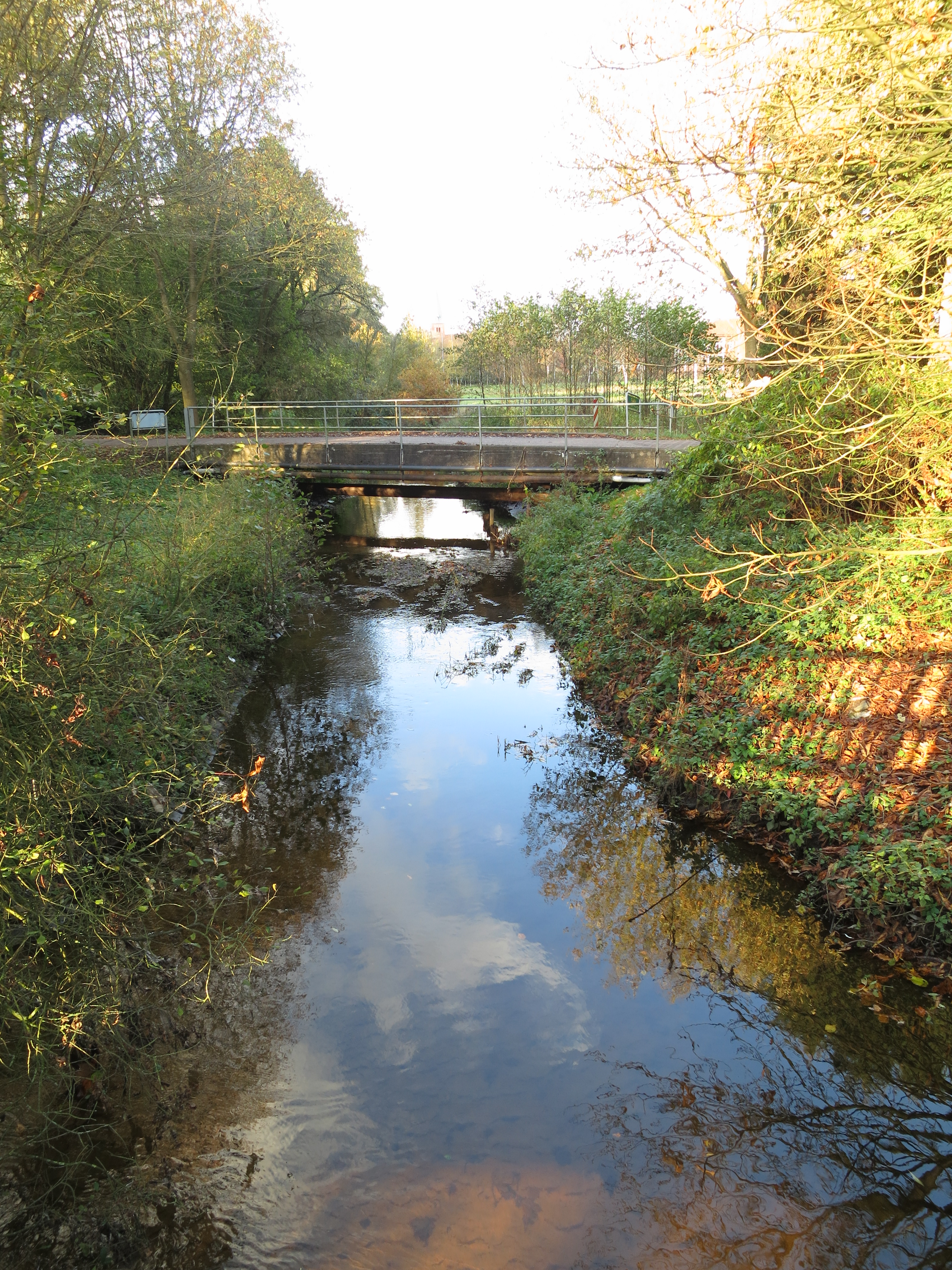
Sule an der Nordostseite des Stadtsees, Blick nach Norden, 2013
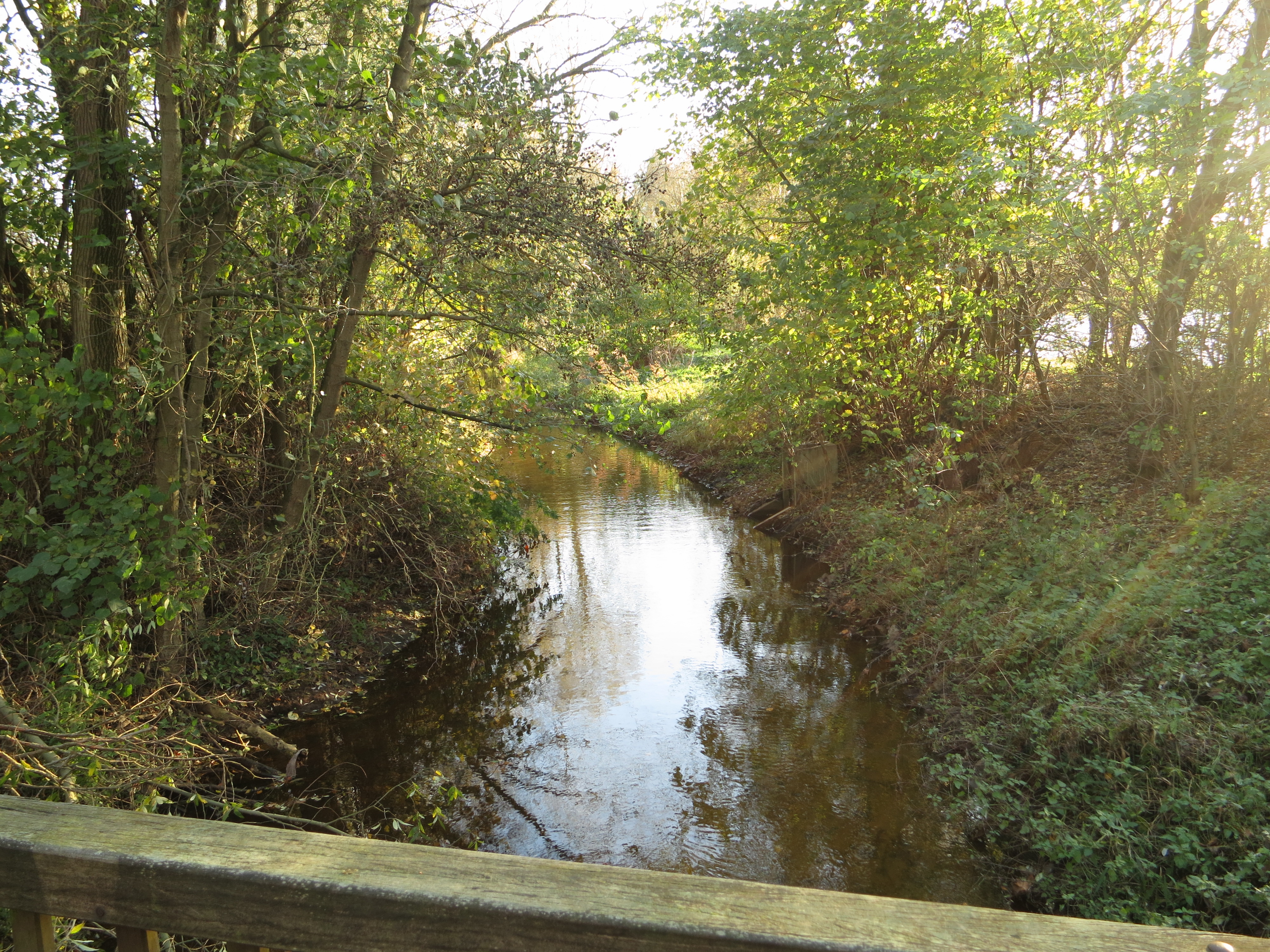
Sule mit Blick nach Süden und Stadtsee rechts im Hintergrund